# Chessy-les-Prés
Chessy-les-Prés è un comune francese di 539 abitanti situato nel dipartimento dell'Aube nella regione del Grand Est.

## Società

### Evoluzione demografica
Abitanti censiti